# World Poker Tour (stagione 8)
Di seguito sono elencati i risultati della ottava stagione del World Poker Tour (2009–2010).

## Risultati

### WPT Venice
- Casino: Casinò di Venezia
- Buy-in: $5.302 + $530
- Date: 6-10 maggio 2009
- Iscritti: 397
- Montepremi totale: $2.035.237
- Giocatori premiati: 45

| Piazzamento | Nome                | Premio   |
| ----------- | ------------------- | -------- |
| 1°          | Sven-Ragnar Arstrom | $532.388 |
| 2°          | Martin Jacobson     | $319.518 |
| 3°          | Vincent Pasdeloup   | $213.699 |
| 4°          | Michael McDonald    | $146.542 |
| 5°          | Michele Slama-Saad  | $116.013 |
| 6°          | Mario Adinolfi      | $89.552  |

### WPT Spanish Championship
- Casino: Casino Barcelona, Barcellona
- Buy-in: $6.988 + $419
- Date: 26-30 giugno 2009
- Iscritti: 160
- Montepremi totale: $1.121.815
- Giocatori premiati: 9

| Piazzamento | Nome                  | Premio   |
| ----------- | --------------------- | -------- |
| 1°          | Mark Flowers          | $388.453 |
| 2°          | Per Sjogren           | $200.515 |
| 3°          | Dan Bitsch            | $117.785 |
| 4°          | Roland van Morckhoven | $86.937  |
| 5°          | Josef Samanek         | $70.671  |
| 6°          | Martin Wendt          | $58.894  |

### Bellagio Cup V
- Casino: Bellagio
- Buy-in: $15.000 + $400
- Date: 13-19 luglio 2009
- Iscritti: 268
- Montepremi totale: $3.899.400
- Giocatori premiati: 27

| Piazzamento | Nome                 | Premio     |
| ----------- | -------------------- | ---------- |
| 1°          | Alexandre Gomes      | $1.187.670 |
| 2°          | Faraz Jaka           | $774.780   |
| 3°          | Justin Smith         | $464.870   |
| 4°          | Alec Torelli         | $271.165   |
| 5°          | Christoffer Sonesson | $203.385   |
| 6°          | Erik Seidel          | $164.640   |

### Legends of Poker
- Casino: The Bicycle Casino, California
- Buy-in: $9.800 + $200
- Date: 22-26 agosto 2009
- Iscritti: 279
- Montepremi totale: $2.625.000
- Giocatori premiati: 27

| Piazzamento | Nome             | Premio     |
| ----------- | ---------------- | ---------- |
| 1°          | Prahlad Friedman | $1.009.000 |
| 2°          | Kevin Schaffel   | $471.670   |
| 3°          | Todd Terry       | $231.300   |
| 4°          | Toto Leonidas    | $144.600   |
| 5°          | Sam Stein        | $116.225   |
| 6°          | Mike Krescanko   | $89.220    |

### WPT Slovakia
- Casino: Golden Vegas, Bratislava
- Buy-in: €4.000 + €400
- 5-Day Event: 31 agosto - 4 settembre 2009
- Iscritti: 100
- Montepremi totale:
- Giocatori premiati: 18

| Piazzamento | Nome         | Premio   |
| ----------- | ------------ | -------- |
| 1°          | Richard Toth | €104.000 |
| 2°          | Boris Zeleny | €66.000  |
| 3°          | Sasa Standé  | €42.000  |
| 4°          | Alec Torelli | €31.000  |
| 5°          | Peter Traply | €25.000  |
| 6°          | Marek Tatar  | €20.000  |

### WPT Merit Cyprus Classic
- Casino: Merit Crystal Cove Hotel and Casino, Cipro
- Buy-in: $10.000 + $300
- Date: 6-12 settembre 2009
- Iscritti: 181
- Montepremi totale: $1.810.000
- Giocatori premiati: 18

| Piazzamento | Nome             | Premio   |
| ----------- | ---------------- | -------- |
| 1°          | Thomas Bichon    | $579.165 |
| 2°          | Uri Keider       | $380.645 |
| 3°          | Steven Fung      | $216.275 |
| 4°          | Rep Porter       | $121.115 |
| 5°          | Janar Kiivramees | $90.835  |
| 6°          | Rony Jazzar      | $73.535  |

### Borgata Poker Open
- Casino: Borgata, Atlantic City
- Buy-in: $3.300 + $200
- Date: 19-24 settembre 2009
- Iscritti: 1.018
- Montepremi totale: $3.359.400
- Giocatori premiati: 100

| Piazzamento | Nome            | Premio   |
| ----------- | --------------- | -------- |
| 1°          | Olivier Busquet | $925.514 |
| 2°          | Jeremy Brown    | $453.519 |
| 3°          | Ivan Mamuzic    | $251.955 |
| 4°          | Yanick Brodeur  | $216.681 |
| 5°          | Keith Crowder   | $188.126 |
| 6°          | Kenny Nguyen    | $156.212 |

### WPT Marrakech
- Casino: Casino De Marrakech, Marrakech, Marocco
- Buy-in: €4.500
- Date: 12-19 ottobre 2009
- Iscritti: 416
- Montepremi totale: €1.812.000
- Giocatori premiati: 54

| Piazzamento | Nome              | Premio   |
| ----------- | ----------------- | -------- |
| 1°          | Christophe Savary | €377.262 |
| 2°          | Eoghan O'Dea      | €262.446 |
| 3°          | Ludovic Lacay     | €164.182 |
| 4°          | Julien Arneodo    | €105.077 |
| 5°          | Adrian Marin      | €72.240  |
| 6°          | Benny Spindler    | €55.828  |

### Festa al Lago
- Casino: Bellagio
- Buy-in: $15.000 + $400
- Date: 20-26 ottobre 2009
- Iscritti: 275
- Montepremi totale: $4.001.250
- Giocatori premiati: 27

| Piazzamento | Nome           | Premio     |
| ----------- | -------------- | ---------- |
| 1°          | Tommy Vedes    | $1.218.225 |
| 2°          | Jason Lavallee | $795.150   |
| 3°          | Craig Crivello | $477.090   |
| 4°          | Freddy Deeb    | $278.300   |
| 5°          | Jason Burt     | $208.725   |
| 6°          | Shawn Cunix    | $168.970   |

### World Poker Finals
- Casino: Foxwoods Resort Casino, Connecticut
- Buy-in: $9.700 + $300
- Date: 5-10 novembre 2009
- Iscritti: 353
- Montepremi totale: $3.424.100
- Giocatori premiati: 36

| Piazzamento | Nome                 | Premio   |
| ----------- | -------------------- | -------- |
| 1°          | Cornel Andrew Cimpan | $910.058 |
| 2°          | Soheil Shamseddin    | $463.332 |
| 3°          | Matt Stout           | $265.710 |
| 4°          | Eric Froehlich       | $232.496 |
| 5°          | Curt Kohlberg        | $199.283 |
| 6*          | Lee Markholt         | $166.069 |

### Doyle Brunson Five Diamond World Poker Classic
- Casino: Bellagio
- Buy-in: $15.000 + $400
- Date: 13-19 dicembre 2009
- Iscritti: 329
- Montepremi totale: $4,761,450
- Giocatori premiati: 27

| Piazzamento | Nome           | Premio     |
| ----------- | -------------- | ---------- |
| 1°          | Daniel Alaei   | $1.428.430 |
| 2°          | Josh Arieh     | $952.290   |
| 3°          | Faraz Jaka     | $571.374   |
| 4°          | Shawn Buchanan | $333.302   |
| 5°          | Scotty Nguyen  | $249.976   |
| 6°          | Steve O'Dwyer  | $202.362   |

### Southern Poker Championship
- Casino: Beau Rivage, Mississippi
- Buy-in: $9.700 + $300
- Date: 24-27 gennaio 2010
- Iscritti: 208
- Montepremi totale: $1.930.000
- Giocatori premiati: 18

| Piazzamento | Nome                | Premio   |
| ----------- | ------------------- | -------- |
| 1°          | Hoyt Corkins        | $739.486 |
| 2°          | Jonathan Kantor     | $366.643 |
| 3°          | Jerry Van Strydonck | $196.829 |
| 4°          | Jared Jaffee        | $135.079 |
| 5°          | James Reed          | $106.134 |
| 6°          | Tyler Smith         | $86.837  |

### L.A. Poker Classic
- Casino: Commerce Casino, Los Angeles
- Buy-in: $9.600 + $400
- Date: 26 febbraio 2010-4 marzo 2010
- Iscritti: 745
- Montepremi totale: $7.152.000
- Giocatori premiati: 72

| Piazzamento | Nome               | Premio     |
| ----------- | ------------------ | ---------- |
| 1°          | Andras Koroknai    | $1.788.001 |
| 2°          | Raymond Dolan      | $1.002.710 |
| 3°          | Tri Huynh          | $665.136   |
| 4°          | Gevork Kasabyan    | $450.576   |
| 5°          | Jean-Claude Moussa | $321.840   |
| 6°          | Michael Kamran     | $246.744   |

### Bay 101 Shooting Star
- Casino: Bay 101, San Jose
- Buy-in: $9.600 + $400
- Date: 8-12 marzo 2010
- Iscritti: 333
- Montepremi totale: $3.163.500
- Giocatori premiati: 36

| Piazzamento | Nome          | Premio   |
| ----------- | ------------- | -------- |
| 1°          | McLean Karr   | $878.500 |
| 2°          | Andy Seth     | $521.500 |
| 3°          | Dan O'Brien   | $292.800 |
| 4°          | Hasan Habib   | $234.300 |
| 5°          | Matt Keikoan  | $175.700 |
| 6°          | Phil Hellmuth | $117.000 |

### Hollywood Poker Open
- Casino: Hollywood Casino, Lawrenceburg
- Buy-in: $9.600 + $400
- Date: 20-24 marzo 2010
- Iscritti: 144
- Montepremi totale: $1.331.616
- Giocatori premiati: 12

| Piazzamento | Nome             | Premio   |
| ----------- | ---------------- | -------- |
| 1°          | Carlos Mortensen | $391.212 |
| 2°          | Mike Mustafa     | $222.040 |
| 3°          | Frank Calo       | $166.530 |
| 4°          | Chris Bell       | $124.081 |
| 5°          | Ravi Raghavan    | $104.489 |
| 6°          | Jerry Payne      | $88.163  |

### WPT Bucharest
- Casino: Regent Casino, Bucarest
- Buy-in: € 3.000 + € 300
- 8-Day Event: 27 marzo-2 aprile 2010
- Iscritti: 161
- Montepremi totale: €449.450
- Giocatori premiati: 18

| Piazzamento | Nome               | Premio   |
| ----------- | ------------------ | -------- |
| 1°          | Guillaume Darcourt | €144.530 |
| 2°          | Simon Münz         | €93.400  |
| 3°          | Joseph Ebanks      | €59.750  |
| 4°          | Jose Guardia       | €36.600  |
| 5°          | Abdula Atila       | €30.550  |
| 6°          | Eva Iosif          | €23.150  |

### WPT Championship
- Casino: Bellagio
- Buy-in: $25.000 + $500
- Date: 17-24 aprile 2010
- Iscritti: 195
- Montepremi totale: $4.728.750
- Giocatori premiati: 18

| Piazzamento | Nome            | Premio     |
| ----------- | --------------- | ---------- |
| 1°          | David Williams  | $1.530.537 |
| 2°          | Eric Baldwin    | $1.034.715 |
| 3°          | Shawn Buchanan  | $587.906   |
| 4°          | David Benyamine | $329.228   |
| 5°          | Billy Baxter    | $246.921   |
| 6°          | John O'Shea     | $199.888   |